# Miasto-bohater Ukrainy
Miasto-bohater Ukrainy (ukr. Мі́сто-геро́й Украї́ни) – honorowy tytuł miasta-bohatera ustanowiony dekretem z 6 marca 2022 przez prezydenta Ukrainy Wołodymyra Zełenskiego dla upamiętnienia czynów zbiorowego bohaterstwa i wytrwałości obywateli, którzy bronili swoich miast w czasie inwazji Rosji na Ukrainę.
Tytuł otrzymały miejscowości:
- 6 marca 2022[1][2]:
  - Wołnowacha
  - Hostomel
  - Mariupol
  - Charków
  - Chersoń
  - Czernihów
- 24 marca 2022[3]:
  - Bucza
  - Irpień
  - Mikołajów
  - Ochtyrka

W Ukrainie tytuł miasta-bohatera posiadają także miasta, odznaczone tym tytułem w czasach radzieckich, do których należą Kijów, Sewastopol, Odessa i Kercz.

## Derusyfikacja miast-bohaterów na Ukrainie
10 kwietnia 2022 r. ze steli miast-bohaterów w Kijowie, znajdujących się obok Pomnika czołgistów radzieckich – wyzwolicieli Kijowa, zostały usunięte nazwy rosyjskich i białoruskich miast-bohaterów z czasów drugiej wojny światowej. Działacze społeczni i żołnierze Obrony Terytorialnej Ukrainy ściągnęli nazwy Moskwa, Leningrad, Stalingrad, Tuła, Murmańsk, Smoleńsk, Noworosyjsk oraz Mińsk i Brześć. Na ich miejsce zostały ustanowione nazwy związane z miastami-bohaterami Ukrainy – Charków, Chersoń, Czernihów, Mikołajów, Wołnowacha, Ochtyrka, Bucza, Irpień, Hostomel oraz Mariupol. Spośród dotychczasowych steli zostały zachowane nazwy miast-bohaterów, które znajdują się obecnie na terytorium Ukrainy – Kijów, Sewastopol, Odessa i Kercz. Władze miejskie w Kijowie wyraziły poparcie dla inicjatywy, ale zaznaczyły równocześnie, że sprawa wymaga prawnego uregulowania.